# Universo (álbum)
Universo é o álbum de estreia da carreira solo da cantora, compositora, dançarina e atriz italiana de música pop Lodovica Comello. O seu lançamento ocorreu em 13 de novembro de 2013, na Argentina, Espanha e Itália.

## Lançamento
Para o lançamento do disco, Lodovica realizou em 18, 19 e 20 de novembro de 2013 uma visita promocional à Argentina e em 2015 realizará uma turnê de apresentação intitulada Lodovica World Tour 2015.

## Faixas
| CD  |                                        |                            |         |  |
| N.º | Título                                 | Compositor(es)             | Duração |  |
| 1.  | "Otro Día Más"                         | Lodovica Comello           | 3:46    |  |
| 2.  | "Sòlo Música"                          | Lodovica Comello           | 3:13    |  |
| 3.  | "Para Siempre"                         | Lodovica Comello           | 4:08    |  |
| 4.  | "Universo"                             | Lodovica Comello           | 3:48    |  |
| 5.  | "La Cosa Màs Linda"                    | Lodovica Comello           | 2:58    |  |
| 6.  | "Una Nueva Estrella"                   | Lodovica Comello           | 4:35    |  |
| 7.  | "I Only Want To Be With You"           | Mike Hawker, Ivor Raymonde | 2:52    |  |
| 8.  | "Universo (Instrumental)"              | Lodovica Comello           | 3:49    |  |
| 9.  | "Universo (Unplugged Spanish Version)" | Lodovica Comello           | 4:28    |  |
| 10. | "Universo (Unplugged Italian Version)" | Lodovica Comello           | 4:32    |  |